# 幸野ソロ
幸野 ソロ（こうの ソロ、旧芸名及び本名は幸野 友之（こうの ともゆき）、1973年4月29日 - ）は、日本の俳優。兵庫県神戸市長田区出身。血液型O型。
法政大学法学部法律学科卒。

## 来歴・人物
大学在学中に東宝現代劇養成所に入団。卒業後、東宝現代劇に多数出演する。その後劇団方南ぐみに入団し2000年以降同劇団での全ての作品に出演する。退団後、CMプロデューサー堀康之、照明プランナー東元丈典、演芸作家山田浩康、制作コーディネーター鶴野稔とのプロデュースユニットGO-SUNSの演劇活動を開始する。マネッジメント事務所は、株式会社花である。
2010年には、ファイナンシャルプランナー3級の資格を取得している。

## 出演

### 演劇
- 2000年以降の劇団方南ぐみ全作品(作演出樫田正剛)
- GO-SUNS全作品
- 東京ヴォードヴィルショー企画公演(作演出桑原裕子、KAKUTA)

### テレビドラマ
- NHKスペシャル 未解決事件 file.01「グリコ・森永事件」（2011年7月29、30日） - 山口（遊軍記者） 役
- 秘密諜報員 エリカ 第7話（2011年11月17日、読売テレビ） - ウェイター